# Amtsgericht Ehrenburg
Das Amtsgericht Ehrenburg war ein Gericht der ordentlichen Gerichtsbarkeit in Ehrenburg.
Nach der Revolution von 1848 wurde im Königreich Hannover die Rechtsprechung von der Verwaltung getrennt und die Patrimonialgerichtsbarkeit abgeschafft.
Das Amtsgericht wurde daraufhin mit der Verordnung vom 7. August 1852 die Bildung der Amtsgerichte und unteren Verwaltungsbehörden betreffend als königlich hannoversches Amtsgericht gegründet.
Es umfasste das Amt Ehrenburg.
Das Amtsgericht war dem Obergericht Nienburg untergeordnet. Es wurde 1859 aufgehoben und sein Gerichtsbezirk dem des Amtsgerichtes Freudenberg zugeordnet.